# Tony Hackens
Tony Hackens est un numismate, archéologue et historien de l’art belge, spécialisé dans l’Antiquité grecque et romaine, né à Eupen le 27 août 1939 et mort à Ottignies le 28 novembre 1997.

## Carrière académique
Licencié en philologie classique et en archéologie et histoire de l’art à l’Université Catholique de Louvain, Tony Hackens effectue un séjour à l’Institut historique belge de Rome (1960-61), puis obtient le titre de docteur en philosophie et lettres de l’UCLouvain avec une thèse intitulée l’Histoire et iconographie du temple capitolin et de la triade capitoline.  
Il est ensuite membre belge de l’École française d'Athènes de 1962 à 1967.  
À son retour, il est nommé chargé de cours, puis professeur à l’Institut d’archéologie et d’histoire de l’art de l’Université Catholique de Louvain, où il dispense notamment les cours d’archéologie méditerranéenne, d’histoire de l’art et archéologie de l’antiquité grecque, de numismatique antique, et d’histoire économique de l’antiquité.  
Parallèlement, il enseigne à l’Institut Supérieur d'Histoire de l'Art et d'Archéologie de Bruxelles. Il a également été professeur invité au Department of Classics de l'Université Brown (États-Unis, 1970), à l’Université de Lille (1980-82) et à l’American Numismatic Society de New York (1978, 1986).  
En 1997, il est élu doyen de la faculté de philosophie et lettres de l’Université Catholique de Louvain. Il décède quelques mois plus tard. 

## Apport à la numismatique
Auteur d’études importantes sur les ateliers monétaires, la métrologie, l'iconographie numismatique et la circulation monétaire dans l’Antiquité grecque et romaine, Tony Hackens est considéré comme l’un des pères de la  métrochronologie,c’est-à-dire, « le parti que l’on [peut] tirer de l’étude du poids des monnaies dès lors que l’on parvient à inscrire telle émission spécifique dans la trame plus large qui lui servit de cadre naturel ». Il a formulé des hypothèses novatrices concernant la quantification des volumes monnayés dans l’Antiquité, notamment quant à la corrélation entre les frappes monétaires et les conflits militaires ; ces hypothèses ont ensuite été vérifiées par ses élèves P. Marchetti, M.B. Borba-Florenzano, K. Konuk et F. de Callataÿ. 
Sur un plan plus institutionnel, il a fondé le Séminaire de Numismatique Marcel Hoc à l'UCLouvain, présidé la Société Royale de Numismatique de Belgique (de 1988 à 1990) et le comité organisateur du 11e congrès international de numismatique (Bruxelles, 1991),. Il a co-dirigé la Revue belge de numismatique et de sigillographie de 1970 à 1997, et assuré l’édition scientifique de nombreuses publications dans le domaine numismatique, fondant et dirigeant notamment la série Numismatica Lovaniensa.

## Expéditions archéologiques
Après un écolage sur le site romain d’Alba Fucens (1959), Tony Hackens a dirigé, de 1963 à 1967, la fouille du théâtre de Thorikos, et assuré la datation de ce monument.  
Comme membre de l’École Française d’Athènes, il a également participé, de 1962 à 1967, aux explorations archéologiques françaises de Médéon de Phocide, Malia, Argos et Délos, et étudié les monnaies provenant de ces sites. 
Dans les années 1980-1990, il a dirigé, sous la tutelle de la Direction des Antiquités de l’île et en partenariat avec la Brown University de Providence, une série de campagnes de fouilles dans l’ancien centre urbain de la ville antique de Corcyre (Corfou).

## Relations internationales et travail éditorial
Tony Hackens a été membre fondateur, vice-président (1976-1995), puis co-président (1995-1997) du réseau PACT (Réseau européen de coopération scientifique et technique appliquée au patrimoine culturel, sous les auspices du Conseil de l’Europe). À ce titre, il a mis sur pied de nombreuses réunions internationales à caractère interdisciplinaire. Afin de publier les actes de ces rencontres, il a fondé la revue PACT, dont il a été l’éditeur responsable (plus de 50 volumes parus de 1977 à 1997),.
Il a été directeur des programmes du Centre universitaire européen pour les biens culturels de Ravello de 1983 à 1997. 
Il a également fondé et dirigé la série des publications d’histoire de l’art et d’archéologie de l’U.C.L. (96 volumes et 30 documents de travail parus sous sa responsabilité éditoriale), et (en 1968) la Revue des archéologues et historiens d’art de Louvain, participant en outre, comme secrétaire et trésorier (à partir de 1972), à la gestion de la revue l’Antiquité classique.

## Principales distinctions honorifiques et scientifiques
Pour le début de sa carrière de numismate, Tony Hackens s’est vu décerner le prix décennal Victor Tourneur (1968-78) de l’ Académie Royale des Sciences, des Lettres et des Arts de Belgique.
En 1988, l'État grec l'a nommé consul honoraire de Grèce pour Leuven et Louvain-la-Neuve.
En reconnaissance de son engagement européen et de sa carrière scientifique, il a été élu, en 1993, sénateur et legatus Belgii de l’Académie Européenne des Sciences et des Arts, et a été nommé en 1994 officier de l’Ordre de Mérite du Grand-Duché de Luxembourg.

## Principales publications

### Dans le domaine de la numismatique
- Hackens, T., « Considérations sur le poids du denier romain vers la fin de la République », dans Revue belge de numismatique, 108, 1962, p.29-47.

- Hackens, T., « Trésor hellénistique trouvé à Délos en 1964. Première partie : les monnaies », dans Bulletin de correspondance hellénique, 89, 1965, p. 503-534.

- Hackens, T., « À propos de la circulation monétaire dans le Péloponnèse hellénistique au IIIe s. av. J.-C. », dans Antidorum W. Peremans sexagenario ab alumnis oblatum (Studia hellenistica, 16). Louvain, 1968, p.69-95.

- Hackens, T., « Monnaies d’Italie et de Sicile circulant en Grèce », dans Revue belge de numismatique, 114, 1968, p. 119-129.

- Hackens, T. « La Circulation monétaire dans la Béotie hellénistique : trésors de Thèbes 1935 et 1965 », dans Bulletin de correspondance hellénique, 93, 1969, p. 701-729.

- Hackens, T. et Evelpidis, R., Sylloge Nummorum Graecorum. Grèce. Collection Réna H. Evelpidis. Première partie : Italie, Sicile, Thrace. Louvain, 1970.

- Hackens, T., « Les Monnaies », dans Exploration archéologique de Délos, XXVII, L’îlot de la Maison des Comédiens, chapitre XVI, Paris, 1970, p.387-419

- Hackens, T., « Le Monnayage de l’atelier de Délos à l’époque archaïque », dans Études déliennes (École française d’Athènes, Bulletin de correspondance hellénique, supplément, 1), Paris, 1973, p. 209-226.

- Hackens, T., « Terminologie et techniques de fabrication », « Le Rythme de la production monétaire dans l’Antiquité », et « La Circulation monétaire, question de méthodes », dans Hackens, T., Dentzer, J.M. et Gauthier, P., Numismatique antique. Problèmes et Méthodes (Annales de l’Est publiées par l’université de Nancy, II, 44, Études d’archéologie classique, IV). Louvain-Nancy, 1975, p.3-15, 189-96, 213-222.

- Hackens, T. et Evelpidis, R., Sylloge Nummorum Graecorum. Grèce. Collection Réna H. Evelpidis. Deuxième partie : Macédoine, Thessalie, Illyrie, Epire et Corcyre. Louvain, 1975.

- Hackens, T., « Les Monnaies de la nécropole », dans Bruneau, P., et al. (eds), Médéon de Phocide, V. Tombes hellénistiques – Objets de métal – Monnaies. Paris, 1976, p. 123-129.

- Hackens, T., « Chronique numismatique I. Les Monnaies grecques les plus anciennes (VIIe –Vie s. av. J.-C.) » dans L’Antiquité classique, 46, 1977, p. 205-218.

- Hackens, T., « La Métrologie des monnaies étrusques les plus anciennes », dans Introduzione allo studio della moneta etrusca. Atti del V Convegno del Centro internazionale di studi numismatici, Napoli, aprile 1975, Rome, 1977, p.221-272.

- Hackens, T., « Les Équivalences des métaux monétaires argent et bronze en Sicile au Ve s. av. J.-C. Plaidoyer pour une métrochronologie », dans Le origini della monetazione di bronzo in Sicilia e in Magna Grecia. Atti del VI Convegno internazionale di studi numismatici, Napoli, 17-22 aprile 1977, Naples, 1979, p. 309-350.

- Hackens, T. et Consolaki, H., « Un atelier monétaire dans un temple argien ? » dans Études argiennes (École française d’Athènes, Bulletin de correspondance hellénique, supplément, VI), Paris, 1980, p. 279-294.

- Hackens, T., « La Métrochronologie et la numismatique des ensembles. Aboutissements récents de tendances méthodologiques dans les études numismatiques », dans Hackens, T. et Carcassonne, C. (eds), Statistics and Numismatics. Statistique et Numismatique. Table ronde organisée par le Centre de mathématique sociale de l’École des hautes etudes en sciences sociales de Paris et le séminaire de numismatique Marcel Hoc de l’université catholique de Louvain, Paris, 17-19 sept. 1979 (PACT 5). Strasbourg, 1981, p. 57-74.

- Hackens, T., Demortier, G. et Bodart, F., « Analyse de monnaies de bronze au moyen de la méthode PIXE et par activation de neutrons rapides. Problèmes de méthode », dans Actes du congrès international d’archéométrie de Paris, 1980. Revue d’archéométrie, 3, 1981, p. 63-72.

- Hackens, T., « La Circulation monétaire en Belgique gallo-romaine. Statistiques et Mirages », dans Les Études classiques. Mélanges d’archéologie nationale offerts au R.P. André Wankenne, 53, 1, 1985, p.33-49.

- Hackens, T.., « Essai de métrologie comparée des monnayages de Naples et de monnayages parallèles », dans La monetazione di Neapolis nella Campania antica. Atti del VII Convegno del Centro internazionale di studi numismatici, Napoli, 20-24 aprile 1980, Naples, 1986, p. 429-442.

- Hackens, T., « Le Rythme des frappes des ateliers monétaires grecs archaïques et classiques » dans Hackens, T., Depeyrot, G. et Moucharte, G. (eds), Rythmes de la production monétaire de l’Antiquité à nos jours. Actes du colloque organisé à la Monnaie de Paris, 10-12 janvier 1986, par le séminaire de numismatique Marcel Hoc, la Monnaie de Paris et le CNRS. Louvain-la-Neuve, 1987, p.1-10.

- Hackens, T., « Numismatique et histoire économique, bilan de quinze ans de recherches. L’Apport de la numismatique à l’histoire économique », dans Hackens, T. et Marchetti, p. (eds), Histoire économique de l’Antiquité. Bilans et contributions de savants belges présentés dans une réunion interuniversitaire à Anvers. Louvain-la-Neuve, 1987, p. 151-169.

### Dans d'autres domaines
Tony Hackens est également notamment l’auteur d’ouvrages sur la céramique et l’orfèvrerie antiques.
- De Ruyt, F. et Hackens, T., Vases grecs, étrusques et italiotes de la collection Abbé Mignot. Louvain, 1974.
- Hackens, T., Catalogue of the Classical Collection. Classical Jewelry. Museum of the Rhode Island School of Design. Providence, R.I., 1976.
- Hackens, T., Du bon usage du vase grec. Louvain-la-Neuve, 1980.
- Hackens, T. (ed.), Aurifex I. Études sur l’orfèvrerie antique. Studies in Ancient Jewelry. Louvain-la-Neuve, 1980.